# たつみや章
たつみや章（たつみや しょう、1954年7月2日 - ）は、日本の児童文学作家。女性。本名は廣瀬 賜代（ひろせ たまよ）。秋月 こお（あきづき こお）名義でも執筆活動を行ない、主に「小説JUNE」「TheRuby」などでボーイズラブ作家として活動していたが、2017年を最後に作家を廃業した。（最初の本も最後の本も、富士見二丁目だった）

## 経歴
埼玉県大宮市(現さいたま市)に生まれ、神奈川県逗子市で育つ。
1977年3月、明治大学文学部史学地理学科卒業。同年5月に結婚、熊本県へ移住。
1983年1月、夫が死去。一男三女を女手一つで育てる。
1989年、BL小説雑誌「小説JUNE」にて秋月こお名義で「独り白書」を発表。ボーイズラブ作家としてデビュー。同誌に数多くの短編作品を発表後、1993年より「富士見二丁目交響楽団」連載開始。人気シリーズとなり、連載終了の2012年まで同誌の看板作品となった。2012年まで角川ルビー文庫よりリリースされた単行本は累計400万部に及ぶ。
1992年、児童文学作家デビュー。たつみや章名義で『ぼくの・稲荷山戦記』を発表し、第32回講談社児童文学新人賞を受賞、翌年第34回熊日文学賞を受賞する。
1994年3月、「熊本市の学校図書館を考える会」結成。
1994年、『夜の神話』で第41回産経児童出版文化賞の推薦を受ける。
1996年、『水の伝説』で第43回産経児童出版文化賞JR賞を受賞。
1998年、建設省「白川住民委員会」委員に就任。
1999年、『月神の統べる森で』で第37回野間児童文芸賞を受賞。
2001年、「しんぐるP（ペアレント）ネット熊本」代表に就任（2003年まで）。
2002年10月、「私たちの願いを市政に届ける会」を結成、代表就任（2003年3月代表辞任）。
2003年3月、市政にチャレンジする者たちによる新会派「プロジェクト：くまもと再生」の立ち上げメンバーに名を連ねる。
2003年4月、熊本市議会議員選挙にプロジェクト：くまもと再所属で出馬。同年4月27日、3,076票を獲得し52位で初当選（定数/候補者数：52 / 63）。同年5月、田尻善裕議員とともに会派「くまもと再生」結成。熊本市議会「教育市民委員会」委員となる。
2004年3月、「くまもと再生」解散、一人会派「一歩の会」設立。
2007年4月、熊本市議会議員選挙に無所属で出馬、同年4月22日、2,357 票を獲得するが52位となり落選（定数/候補者数：48 / 62）。
2007年7月、NPO法人「本はよかバイ」設立。理事に就任。
2009年12月、NPO法人「くまもとLRT市民研究会」設立、理事長を務める。
2018年、公益財団法人「阿蘇グリーンストック」評議員就任。

## 作品リスト

### たつみや章名義

#### 「月神」シリーズ
『月神の統べる森で』に始まる四部作と、外伝からなる。挿絵:東逸子
- 月神の統べる森で（1998年12月16日、講談社 ISBN 9784062094481）
- 地の掟 月のまなざし（2000年1月28日、講談社 ISBN 9784062100342）
- 天地のはざま（2001年3月27日、講談社 ISBN 9784062106733）
- 月冠の巫王（2001年12月13日、講談社 ISBN 9784062110556）
- 裔を継ぐ者（2003年11月27日、講談社 ISBN 9784062120203）

#### 「イサナ」シリーズ
「月神」シリーズの後の時代を舞台にし（古墳時代前期？）、よく似た世界観を持つことから姉妹編ともいえる。
- イサナと不知火のきみ（2006年5月11日、講談社 ISBN 9784062134224）
- イサナ 龍宮の闘いへ（2007年10月23日、講談社 ISBN 9784062143097）
- 南海の巫女の娘（仮題）

#### その他
- ぼくの・稲荷山戦記（1992年7月24日、講談社 ISBN 9784062059398、文庫版：2006年8月12日、講談社文庫 ISBN 9784062059398、挿絵：林静一）
- 夜の神話（1993年7月26日、講談社 ISBN 9784062065306、文庫版：2007年2月15日、ISBN 9784062756518 講談社文庫、挿絵：波津彬子）
- じっぽ ―まいごのかっぱはくいしんぼう―（1994年7月、あかね書房 ISBN 9784251036421 挿絵：広瀬弦）
- 水の伝説（1995年12月13日、講談社 ISBN 9784062076821、文庫版：2007年7月14日、挿絵：波津彬子）
- スズメぼうし（1997年1月、あかね書房 ISBN 9784251040602、挿絵：広瀬弦）
- むつゴロウ大統領がんばる（1997年11月、あかね書房 ISBN 9784811371207、挿絵：広瀬弦）
- 恋ヶ淵 百夜迷宮（2002年9月、角川書店角川ビーンズ文庫 ISBN 9784044346386、挿絵：波津彬子）
- 冥界伝説 ―たかむらの井戸―（2003年3月、あかね書房 ISBN 9784251041456、挿絵：広瀬弦）

### 秋月こお名義

#### 小説
- 富士見二丁目交響楽団シリーズ（1994年 - 2012年、角川ルビー文庫、挿絵：西炯子（1 - 19巻）と後藤星（20巻以降））
- ワンダーBOYシリーズ（1995年 - 1997年、小学館）
  - 翔太郎見参!
  - 激闘! 陰陽城
  - トリック・トラップ（前・後）
  - シークレット・ホリディ
  - 魔王再臨（前・中・後）
  - ワンダーなやつら
  - ワンダフル・パーティー
- カシミアのダンディ（上・下）（1995年、角川書店）
- テンペラシリーズ（1995年 - 1998年、角川書店）
  - テンペラ風狂伝
  - テンペラ流浪伝
  - テンペラ青雲伝
  - テンペラ地龍伝
  - テンペラ飛翔伝
- 宇宙海賊宝舟組! （全4巻）（1996年 - 1997年、角川書店）
- 青春新撰組BARAGAKI!（全2巻）（1996年 - 1997年、角川書店）
- ペーパームーン・ラプソディー（1997年、コアマガジン）
- 右京さま参る（1997年 - 、角川書店）
  - 右京さま参る 1 月照琴始末
  - 右京さま参る 2 遠野探索行
  - 右京さま参る 外伝 プリズム・コネクション
- タンデムノート（1997年、角川書店）
- やってらんねェぜ!（全6巻）（1997年 - 2001年、徳間書店）
- やってらんねェぜ!外伝!（全4巻）（1997年 - 2001年、徳間書店）
  - セカンド・レボリューション やってらんねェぜ!外伝
  - アーバンナイト・クルーズ やってらんねェぜ!外伝2
  - 酒と薔薇とジェラシーと やってらんねェぜ!外伝3
  - 許せない男 やってらんねェぜ!外伝4
- チャンプ（全3巻）（1997年 - 2000年、角川書店）
- 夢見る眠り男（1998年、集英社）
- 身持ちの悪い姫と騎士（1998年、集英社）
- Barパラダイスへようこそ（1998年、集英社）
- 王朝春宵ロマンセ（全7巻）（2002年 - 2006年、徳間書店）
  - 王朝春宵ロマンセ1
  - 王朝夏曙ロマンセ 王朝春宵ロマンセ2
  - 王朝秋夜ロマンセ 王朝春宵ロマンセ3
  - 王朝冬陽ロマンセ 王朝春宵ロマンセ4
  - 朝唐紅ロマンセ (業平×国経編)王朝ロマンセ外伝
  - 王朝月下繚乱ロマンセ 王朝ロマンセ外伝2
  - 王朝綺羅星如ロマンセ 王朝ロマンセ外伝3
- 要人警護（全6巻）（2003年 - 2006年、徳間書店）
  - 要人警護1
  - 特命外交官  要人警護2
  - 駆け引きのルール  要人警護3
  - シークレット・ダンジョン  要人警護4
  - 暗殺予告  要人警護5
  - 日陰の英雄たち  要人警護6
- 幸村殿、艶にて候 （全6巻）（2007年 - 2009年、徳間書店）
- 公爵様の羊飼い（全3巻）（2012年 - 2013年、徳間書店）

#### 原作
- やってらんねェぜ!（全7巻） - （1995年 - 2000年、こいでみえこ著、徳間書店）
- 王朝春宵ロマンセ（全3巻） - （2003年 - 2005年、唯月一著、徳間書店）